# Les Baigneuses (Bernard)
Pour les articles homonymes, voir Les Baigneuses (homonymie).
Les Baigneuses est un tableau réalisé par le peintre français Émile Bernard en 1890. De format horizontal, cette huile sur toile représente trois femmes nues se tenant debout devant des arbres, sans doute à proximité d'un plan d'eau qui n'apparaît pas dans la composition. Évoquant les Trois Grâces, ces figures élancées sont exécutées dans un style géométrique trahissant l'influence de Paul Cézanne, qui a lui-même souvent peint des baigneuses. Passée entre les mains d'Ambroise Vollard, l'œuvre est conservée depuis 1992 au musée de Pont-Aven, dans le Finistère.

Autres œuvres du même sujet
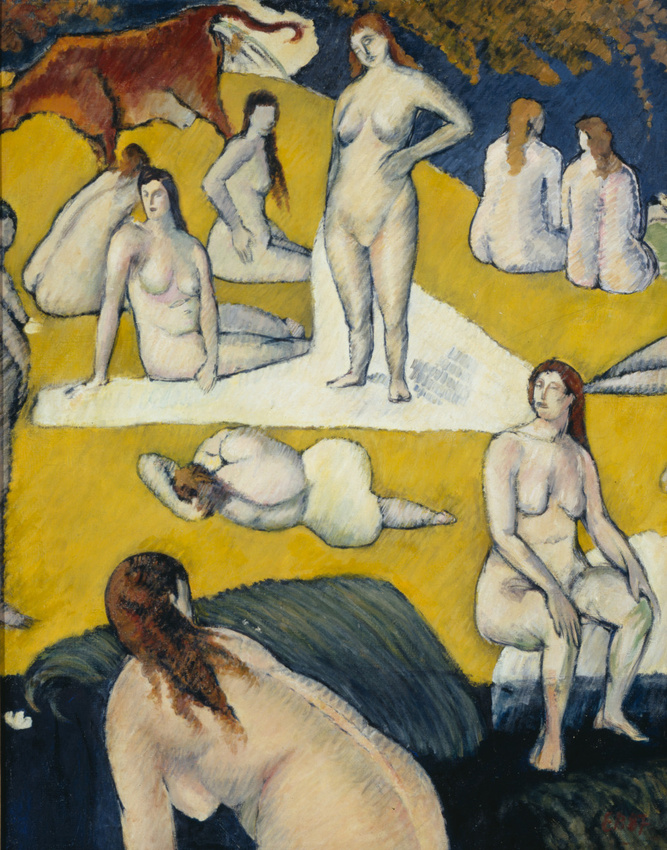
Baigneuses à la vache rouge, 1889 – Musée d'Orsay, Paris.
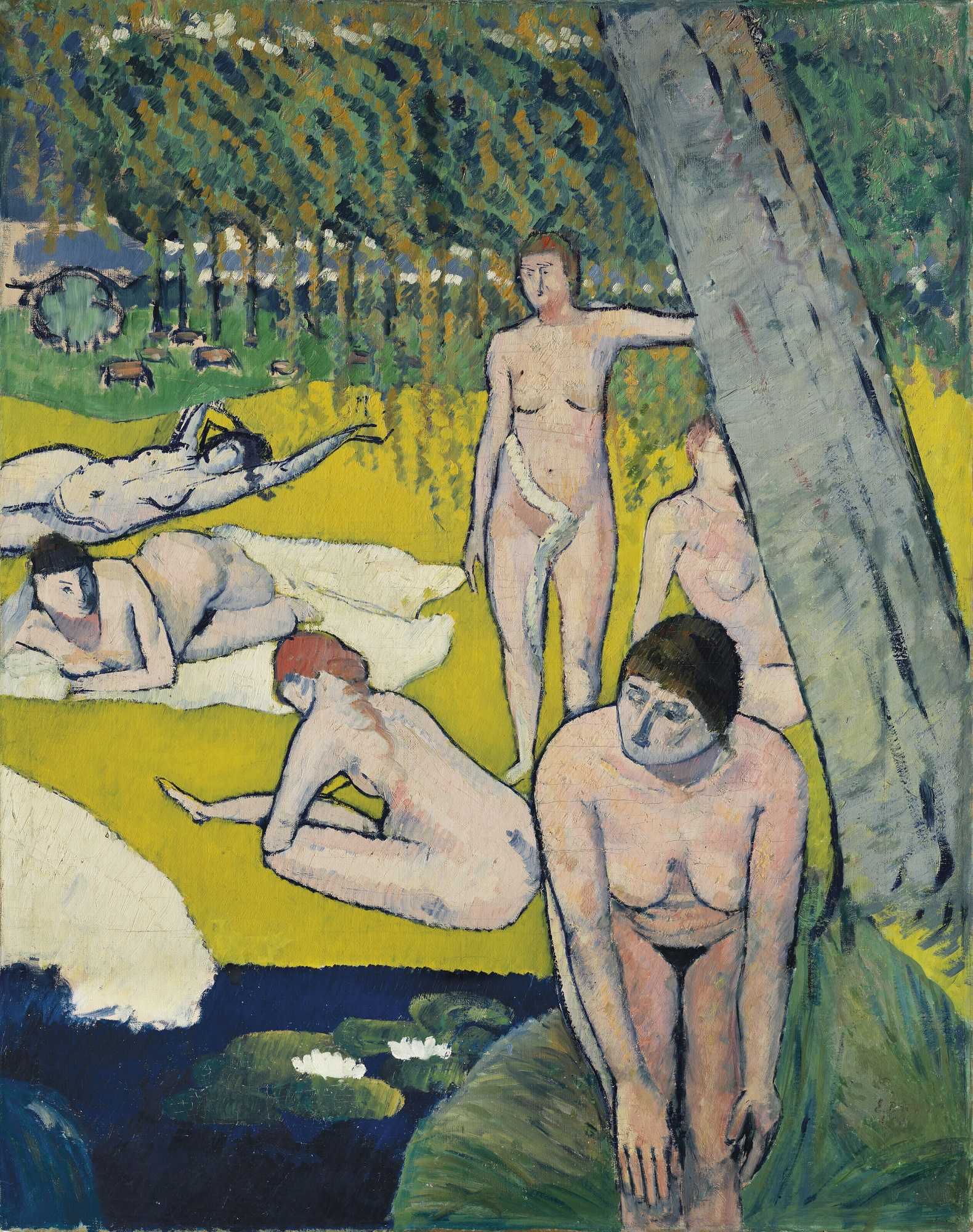
Baigneuses aux nénuphars, 1889 – Musée d'Orsay, Paris.